# Fritz Brauer (Politiker, 1883)
Fritz Brauer (* 18. Oktober 1883 in Buchen, Kreis Wirsitz; † 31. Mai 1970) war ein deutscher Politiker der DDR-Blockpartei Christlich-Demokratischen Union Deutschlands (CDU). Er war von 1946 bis 1950 Abgeordneter des Landtags von Brandenburg und von 1949 bis 1954 Abgeordneter der ersten Volkskammer.

## Leben
Brauer wurde nach der Volksschule, dem Abschluss des Gymnasiums in Bromberg und einer Ausbildung zum Forstwirt Berufssoldat und Offizier und war Mitglied der Deutschen Volkspartei (DVP). 1918 beendete er seine militärische Laufbahn und war bis 1945 in der Holz- und Forstwirtschaft tätig.
Nach dem Ende des Zweiten Weltkriegs gehörte Brauer zu den Mitbegründern der CDU in der Sowjetischen Besatzungszone Deutschlands. Bis 1946 war er Mitglied des CDU-Kreisausschusses Potsdam und danach Leiter des Ausschusses für Forstwirtschaft, Landeskultur und Naturschutz beim CDU-Landesverband Brandenburg. Zugleich war er Mitglied des Ausschusses für Land- und Forstwirtschaft des CDU-Bundesverbandes. 
Von 1946 bis 1950 war Brauer Abgeordneter des Brandenburger Landtags in Potsdam und dort Mitglied des Präsidiums. Von 1947 bis 1951 gehörte Brauer dem Hauptausschuss des Hauptvorstandes der Vereinigung der gegenseitigen Bauernhilfe (VdgB) an und war dort der einzige Vertreter einer „bürgerlichen“ Partei. Von September 1948 bis 1954 war er zusätzlich Mitglied des erweiterten Hauptvorstandes der CDU. Von November 1948 bis September 1949 war er Mitglied des Plenums der Deutschen Wirtschaftskommission.
Ab Mai 1949 war Brauer Mitglied des Deutschen Volksrats und dann bis 1954 Abgeordneter der Volkskammer. Ab 1950 war er auch Mitglied der Länderkammer der DDR. Ab 1950 war er auch stellvertretender Vorsitzender des CDU-Landesvorstands Brandenburg. 1950/51 war Brauer maßgeblich am „Gesamtdeutschen Arbeitskreis für Land- und Forstwirtschaft“ beteiligt.